# Ramona Puerari
Ramona Puerari (Lecco, 7 aprile 1983) è una pallavolista italiana.
Gioca nel ruolo di libero.

## Carriera
La carriera di Ramona Puerari inizia nel 1995 nella Pool Volley Alta Brianza, giocando nella squadra giovanile, dove resta per quattro stagioni, venendo poi promossa in prima squadra, disputando il campionato di Serie B1 e nell'annata 2001-02 quello di Serie A2, a seguito della promozione.
Nella stagione 2002-03 fa il suo esordio in Serie A1 con il Volley 2002 Forlì, dove resta per due annate, per poi passare, nella stagione 2004-05 al Robursport Volley Pesaro, club col quale, in due annate, vince la Supercoppa italiana e la Coppa CEV 2005-06; nel 2005 ottiene inoltre le prime convocazioni in nazionale, vincendo la medaglia di bronzo ai XV Giochi del Mediterraneo.
Dopo una stagione nel Giannino Pieralisi Volley di Jesi e una nel Chieri Volley, nella stagione 2009-10 va a giocare in Serie B1 nel Volleyball Santa Croce, con la quale conquista la promozione in cadetta, disputata poi, sempre con la stessa squadra, nell'annata successiva.
Nella stagione 2011-12 viene ingaggiata dal Gruppo Sportivo Oratorio Pallavolo Femminile Villa Cortese, in Serie A1.

## Palmarès

### Club
- Supercoppa italiana: 1

2006
- Coppa CEV: 1

2005-06

### Nazionale (competizioni minori)
- Giochi del Mediterraneo 2005